# The Winter's Tale
The Winter's Tale è un cortometraggio muto del 1910 diretto da Theodore Marston e da Barry O'Neil. È la prima trasposizione cinematografica de Il racconto d'inverno di William Shakespeare.
La sceneggiatura è firmata da Lloyd Lonergan e Gertrude Thanhouser, due dei fondatori della casa di produzione Thanhouser.

## Produzione
Il film fu prodotto da Edwin Thanhouser per la sua compagnia, la Thanhouser Film Corporation.

## Distribuzione
Distribuito dalla Thanhouser Film Corporation, il film uscì nelle sale cinematografiche statunitensi il 27 maggio 1910. Copia del film - un positivo in nitrato 35 mm. - viene conservata negli archivi della Library of Congress nella Snyder collection. Il film è stato inserito in un'antologia dal titolo The Thanhouser Collection, DVD Volumes 7, 8 and 9 (1910-1917), distribuita in DVD nel settembre 2007 dalla Thanhouser Company Film Preservation.